# Basudebpur
Basudebpur es una ciudad y  comité de área notificada situada en el distrito de Bhadrak en el estado de Odisha (India). Su población es de 33690 habitantes (2011). Se encuentra a 30 km de Bhadrak, y a  153 km de Bhubaneswar.

## Demografía
Según el censo de 2011 la población de Basudebpur era de 33690 habitantes, de los cuales 16927 eran hombres y 16763 eran mujeres. Basudebpur tiene una tasa media de alfabetización del 81,28%, superior a la media estatal del 72,87%: la alfabetización masculina es del 89,22%, y la alfabetización femenina del 73,33%.